# رامسس نهم
رامسس نهم هشتمین پادشاه دودمان بیستم مصر باستان از پادشاهی نوین بود که میان سال‌های ۱۱۱۱–۱۱۲۹ پ. م. فرمانروایی می‌کرد. او سومین شاهی در دودمان بیستم – پس از رامسس سوم و رامسس یازدهم – بود که طولانی‌ترین دوره فرمانروایی را پشت سر می‌گذاشت. بر پایه شواهد به دست آمده توسط یورگن فون بکرت، امروزه باور بر این است که او در روز یکم آخت تاجگذاری کرده‌است.
بر طبق پاپیروس تورین، رامسس نهم ۱۸ سال و ۴ ماه پادشاهی کرد و در ۱۹امین سال حکومتش در ماه نخست پرت روز ۱۷ و ۲۷ درگذشت. نام تاجی او، نِفِرکارَع سِتِپِن‌رَع، به معنای «زیباست روان رع، برگزیده رع» است. گمان بر این است که رامسس نهم پسر مِنتوهِرخِپِشِف، پسر رامسس سوم از همسرش به نام مونتوهِرخوپشِف بوده‌است. آرامگاه او در گور کی‌وی۶ در دره پادشاهان قرار دارد.